# Michael Gaston
Michael Gaston (ur. 5 listopada 1962 w Walnut Creek) – amerykański aktor teatralny, telewizyjny i filmowy.

## Życiorys
Absolwent historii na Uniwersytecie Kalifornijskim w Davis. Kształcił się następnie na Uniwersytecie Nowojorskim.
Jako aktor teatralny występował w produkcjach off-broadwayowskich. Grał także na Broadwayu – w sztukach A Day in the Death of Joe Egg (2003) i Lucky Guy (2013). W telewizji debiutował w pierwszej połowie lat 90. Występował w pojedynczych odcinkach licznych seriali telewizyjnych, a także grywał epizody w filmach. Większe role otrzymał w filmach Bez przedawnienia, Samotne serca, Sugar i W sieci kłamstw. Na planie W. wcielił się w postać generała Tommy’ego Franksa. W 2005 zagrał agenta Quinna w Skazanym na śmierć. Był w regularnej obsadzie seriali Ślepa sprawiedliwość, Jerycho, Unforgettable: Zapisane w pamięci, Pozostawieni oraz Blindspot: Mapa zbrodni.

## Filmografia
- 1994: Prawo i porządek (serial TV)
- 1995: Hakerzy
- 1995: Nagła śmierć
- 1996: Czarownice z Salem
- 1996: Homicide: Life on the Street (serial TV)
- 1996: Okup
- 1997: Cop Land
- 1999: JAG (serial TV)
- 1999: Rodzina Soprano (serial TV)
- 1999: Podwójne zagrożenie
- 1999: Prawo i porządek: sekcja specjalna (serial TV)
- 2000: Bless the Child
- 2000: Brygada ratunkowa (serial TV)
- 2000: Trzynaście dni
- 2001: Nie ma sprawy (serial TV)
- 2002: Ally McBeal (serial TV)
- 2002: Bez przedawnienia
- 2002: Kancelaria adwokacka (serial TV)
- 2004: Agenci NCIS (serial TV)
- 2004: Bez śladu (serial TV)
- 2004: CSI: Kryminalne zagadki Las Vegas (serial TV)
- 2004: Prezydencki poker (serial TV)
- 2004: The Guardian  (serial TV)
- 2004: Zwariowany świat Malcolma (serial TV)
- 2005: Skazany na śmierć (serial TV)
- 2005: Ślepa sprawiedliwość (serial TV)
- 2006: Jerycho (serial TV)
- 2006: Samotne serca
- 2007: Układy (serial TV)
- 2008: Ostry dyżur (serial TV)
- 2008: Sugar
- 2008: W.
- 2008: W sieci kłamstw
- 2009: Białe kołnierzyki (serial TV)
- 2009: Fringe: Na granicy światów (serial TV)
- 2009: Mad Men (serial TV)
- 2009: Ocalić Grace (serial TV)
- 2009: Wzór (serial TV)
- 2010: 24 godziny (serial TV)
- 2010: Incepcja
- 2010: Mentalista (serial TV)
- 2010: Rubicon (serial TV)
- 2010: Terriers (serial TV)
- 2011: Unforgettable: Zapisane w pamięci (serial TV)
- 2012: Last Resort (serial TV)
- 2012: Na ratunek wielorybom
- 2013: Zawód: Amerykanin (serial TV)
- 2014: Pozostawieni (serial TV)
- 2014: Elementary (serial TV)
- 2014: Sposób na morderstwo (serial TV)
- 2014: Żona idealna (serial TV)
- 2014: Chicago PD (serial TV)
- 2014: Szpiedzy Waszyngtona (serial TV)
- 2015: Agenci NCIS: Los Angeles (serial TV)
- 2015: Blindspot: Mapa zbrodni (serial TV)
- 2015: Most szpiegów
- 2018: Grzeczny grzesznik
- 2018: Tom Clancy’s Jack Ryan (serial TV)
- 2019: Treadstone (serial TV)
- 2021: Łapiąc oddech[1]